# Portador del Ventall a la dreta del Rei

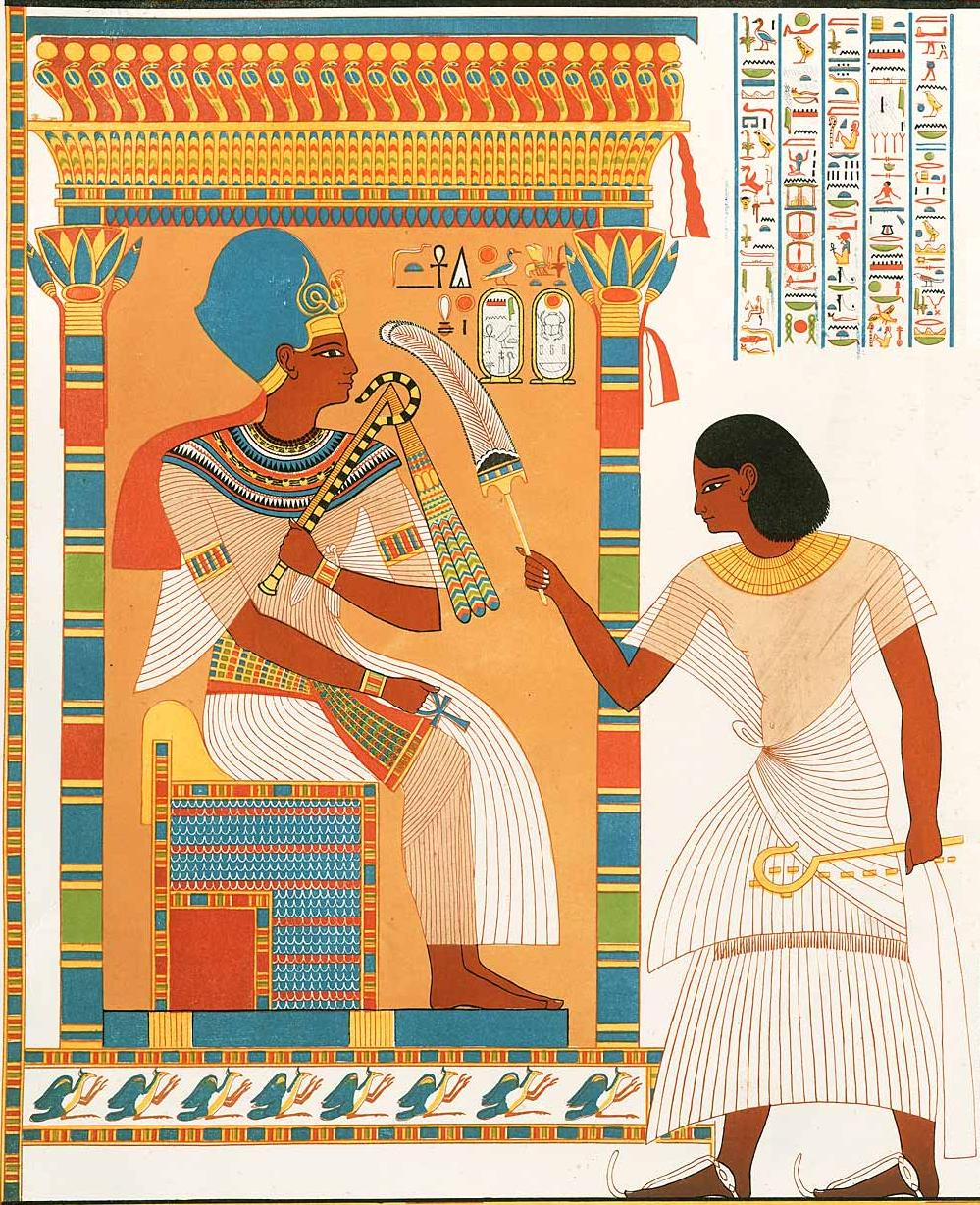
El virrei de Cuix durant el regnat dAmenhotep, anomenat Huy, sostenint el llarg ventall amb la sola ploma que indica el seu rang com a Portador del Ventall

El Portador del ventall a la dreta del rei (en egipci antic: Ṯ3.y-ḫw-ḥr-wnmj-nsu) és un càrrec honorífic destacat de l'antic Egipte.
Aquest títol es va començar a utilitzar des de principis de la dinastia XVIII com a Ḥbs-bht, però hi ha un altre cas (Ṯ3.y-ḫw) que va ser habitual des del regnat d'Hatxepsut.
El títol implica una relació personal o oficial molt estreta amb el rei. Durant els temps d'Amenhotep II i Tuthmosis IV el títol es va dur a terme pels funcionaris com el virrei de Cuix, el majordom del rei, i diversos tutors, com Sennedjem sota Tutankamon. Les escenes que representen als portadors del ventall els mostren portant un ventall d'una sola ploma.
Altre titular important inclou a Maiherpri, que va ser enterrat a la Vall dels Reis.

## Jeroglífics
| V28 | D28 | S29 | V1 | V6 | D28 | O1 | G1 | S35 |

| V28 | D28 | S29 | V1 | V6 | D28 | O1 | G1 | S35 |

| G47 | S37 | D2 · Z1 | R14 | N35 | M23 |

| G47 | S37 | D2 · Z1 | R14 | N35 | M23 |

| G47 | S37 |

| G47 | S37 |